# Nälkähittenkangas
Nälkähittenkangas este o arie protejată (arie specială de conservare — SAC, sit de importanță comunitară — SCI) din Finlanda întinsă pe o suprafață de 33 ha, integral pe uscat.

## Localizare
Centrul sitului Nälkähittenkangas este situat la coordonatele 62°05′12″N 23°05′29″E / 62.0867°N 23.0914°E.

## Înființare
Situl Nälkähittenkangas a fost declarat sit de importanță comunitară în august 1998 pentru a proteja 1 specie de animale. Situl a fost protejat și ca arie specială de conservare în aprilie 2015.

## Biodiversitate
Situată în ecoregiunea boreală, aria protejată conține 2 habitate naturale: Taiga vestică, Mlaștini împădurite.
La baza desemnării sitului se află o specie protejată de  mamifere: veveriță zburătoare siberiană (Pteromys volans).
Pe lângă speciile protejate, pe teritoriul sitului au mai fost identificate 2 specii de plante, 5 specii de nevertebrate, 2 specii de pești.